# 小原良孝
小原良孝（おばら よしたか、生年不詳 - ）は日本の哺乳類学者。

## 人物
弘前大学農学生命科学部教授、岩手大学大学院連合農学研究科教授兼任。平成16年度青森県県境不法投棄現場周辺生物影響調査評価委員会委員（小動物）。地球上に生息する生物の多様性・生物進化のメカニズム・染色体に反映される生物の系統進化など理学的テーマに加え、最近は野生動物の染色体を指標とした遺伝的影響評価など、環境問題と連動する応用的テーマにも取組んでいる。2024年、瑞宝中綬章受章。

## 略歴
- 1967年： 弘前大学文理学部理学科卒業[1]
- 1969年： 北海道大学大学院理学研究科修士課程動物学専攻修了[1]
- 1971年 - 1974年： Roswell Park Cancer Institute （U.S.A.）研究員[1]
- 1974年： 北海道大学大学院理学研究科博士課程動物学専攻中退[1]
- 1975年　北海道大学　理学博士　論文の題は「Studies on the regulatory mechanism of nuclear synchrony in virus-fused multinucleate cells」[7]。
- 1974年： 弘前大学理学部助手[1]
- 1976年： 弘前大学理学部助教授[1]
- 1991年： 文部省長期在外研究員（Roswell Park Cancer Institute）[1]
- 1992年： 弘前大学理学部教授[1]
- 1997年： 弘前大学農学生命科学部教授、岩手大学大学院連合農学研究科教授兼任[1]
- 2000年 - 2004年： 放送大学(青森学習センター)客員教授[1]

## 論文
- 国立情報学研究所収録論文 国立情報学研究所